# Список 50 найкращих снайперів в історії НБА

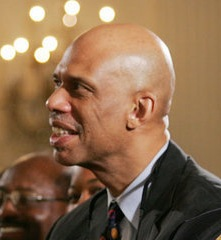
Карім Абдул-Джаббар — найкращий снайпер в історії НБА

Даний список містить 50 гравців, які набрали найбільшу кількість очок у матчах регулярних сезонів Національної баскетбольної асоціації за кар'єру. 
Кількість набраних за кар'єру очок вказує на ефективність баскетболіста при грі в атаці, а також на користь, яку він приносить команді. Лише п'ятеро на цей момент набрали більш ніж 30 000 очок, 18 людей подолали рубіж у 25 000 очок і 39 гравців мають в своєму активі більш як  20 000 очок. Цікаво, що 5 з 6 найкращих снайперів в історії НБА мали досвід виступів за «Лос-Анджелес Лейкерс». 
Очки нараховуються за точні влучання баскетболістів у корзину противника, однак не всі кидки в ціль оцінюються однаково. За влучання при кидках зі штрафної  лінії гравцеві нараховується одне очко, з середньої та ближньої дистанцій — по два, з-за лінії триочкових кидків — по три. В НБА триочкову зону було офіційно затверджено лише в сезоні 1978 - 79 років, тому у баскетболістів, які грали до 1979 року, триочкові потрапляння у статистиці відсутні. 
Першим гравцем, який подолав планку в 30 000 очок, став Вілт Чемберлейн у сезоні 1970 - 71 років, після чого закінчив кар'єру наступного року, набравши в підсумку 31 419 очок. Через 12 років, в чемпіонаті 1982 - 83 років, його досягнення повторив Карім Абдул-Джаббар, який потім відіграв ще 5 сезонів і встановив досі неперевершений рекорд в 38 387 очок. У першості 1998 - 99 років рубіж в 30 000 очок перевершив Карл Мелоун, який завершив кар'єру через чотири роки з результатом 36 928 очок. Через два роки, в чемпіонаті 2000 - 01 років, цього домігся Майкл Джордан, який відновив свої виступи в НБА після трирічної перерви. У сезоні 2011 - 12 років відмітку в 30 000 очок подолав Кобі Браянт, вийшовши на четверте місце за результативністю за всю історію ліги. 
В цей список входять дев'ять баскетболістів які продовжують грати, найрезультативнішим з них є Кобі Браянт. Леброн Джеймс є наймолодшим баскетболістом НБА, який набрав 20 000 очок, він встановив цей рекорд у сезоні 2012/13 років, у віці 28 років Браянту належать ще два рекорди: у першості  2008 - 09 років він, у віці 31 року, став наймолодшим баскетболістом який набрав 25 000 очок, а в чемпіонаті 2012/13 років, в 34 роки, став наймолодшим гравцем, який набрав  30 000 очок, відібравши ці досягнення у Чемберлена.

## Легенда до списку
| Поз.    | ЛФ             | ВФ             | Ц         | РЗ                     | АЗ                 | Прим.      |
| Позиція | Легкий форвард | Важкий форвард | Центровий | Розігру- ючий захисник | Атакуючий захисник | Примі- тки |

| ^ | Гравець Національної баскетбольної асоціації, який продовжує виступати     |
| * | Обраний до Баскетбольного Залу слави імені Нейсміта                        |
|   | Недавно закінчив кар'єру, але поки не обрано в зал слави                   |
|   | Закінчив кар'єру понад 10 років тому, але так і не був обраний в зал слави |
|   | Входить в список 50-ти найбільших гравців в історії НБА                    |

## Список
' ' Станом на 29 жовтня 2014 ' ' 
| Місце | Гравець              | Фото                                | Поз.   | Рік народження | Клуби (роки) | Очки   | Ігри | Очки за гру | Кидки з гри | Триочкові. кидки | Штрафні кидки | Зал слави | Список 50-ти | Прим.           |
| ----- | -------------------- | ----------------------------------- | ------ | -------------- | --- | ------ | ---- | ----------- | ----------- | ---------------- | ------------- | --------- | ------------ | --------------- |
| 1     | Карім Абдул-Джаббар* |                                     | Ц      | 1947           | Мілвокі Бакс (1969 — 1975) Лос-Анджелес Лейкерс (1975 — 1989) | 38 387 | 1560 | 24,6        | 15 837      | 1                | 6712          | 1995      |              | [ 12 ] [ 13 ]   |
| 2     | Карл Мелоун*         |                                     | ТФ     | 1963           | Юта Джаз (1985 — 2003) Лос-Анджелес Лейкерс (2003 — 2004) | 36 928 | 1476 | 25,0        | 13 528      | 85               | 9787          | 2010      |              | [ 14 ] [ 15 ]   |
| 3     | Майкл Джордан*       |                                     | АЗ     | 1963           | Чикаго Буллз (1984 — 1993, 1995 — 1998) Вашингтон Візардс (2001 — 2003) | 32 292 | 1072 | 30,1        | 12 192      | 581              | 7327          | 2009      |              | [ 16 ] [ 17 ]   |
| 4     | Кобі Браянт^         |                                     | АЗ     | 1978           | Лос-Анджелес Лейкерс (1996 — 2016) | 31 719 | 1246 | 25,5        | 11 061      | 1640             | 7957          | —         |              | [ 4 ] [ 18 ]    |
| 5     | Вілт Чемберлейн*     |                                     | Ц      | 1936 — 1999    | Філадельфія/Сан-Франциско Ворріорс (1959 — 1965) Філадельфія-76 (1965 — 1968) Лос-Анджелес Лейкерс (1968 — 1973) | 31 419 | 1045 | 30,1        | 12 681      | —                | 6057          | 1979      |              | [ 6 ] [ 19 ]    |
| 6     | Шакіл О'Ніл          |                                     | Ц      | 1972           | Орландо Меджік (1992 — 1996) Лос-Анджелес Лейкерс (1996 — 2004) Маямі Гіт (2004 — 2008) Фінікс Санз (2008 — 2009) Клівленд Кавальєрс (2009 — 2010) Бостон Селтікс (2010 — 2011)                                         | 28 596 | 1207 | 23,7        | 11 330      | 1                | 5935          | —         |              | [ 20 ] [ 21 ]   |
| 7     | Мозес Мелоун*        |                                     | Ц      | 1955           | Баффало Брейвз (1976) Г'юстон Рокетс (1976 — 1982) Філадельфія-76 (1982 — 1986, 1993 — 1994) Вашингтон Буллетс (1986 — 1988) Атланта Хокс (1988 — 1991) Мілвокі Бакс (1991 — 1993) Сан-Антоніо Сперс (1994 — 1995)      | 27 409 | 1329 | 20, 6       | 9435        | 8                | 8531          | 2001      |              | [ 22 ] [ 23 ]   |
| 8     | Елвін Хейз*          |                                     | ТФ/ Ц  | 1945           | Сан-Дієго/Г'юстон Рокетс (1968 — 1972, 1981 — 1984) Балтімор/Кепітал/Вашингтон Буллетс (1972 — 1981) | 27 313 | 1303 | 21,0        | 10 976      | 5                | 5356          | 1990      |              | [ 24 ] [ 25 ]   |
| 9     | Хакім Оладжьювон*    |                                     | Ц      | 1963           | Г'юстон Рокетс (1984 — 2001) Торонто Репторс (2001 — 2002) | 26 946 | 1238 | 21,8        | 10 749      | 25               | 5423          | 2008      |              | [ 26 ] [ 27 ]   |
| 10    | Дірк Новіцкі ^       |                                     | ТФ     | 1978           | Даллас Маверікс (1999 —) | 26 804 | 1189 | 22,5        | 9414        | 1471             | 6505          | —         |              | [ 28 ] [ 29 ]   |
| 11    | Оскар Робертсон*     |                                     | РЗ     | 1938           | Цинциннаті Роялз (1960 — 1970) Мілвокі Бакс (1970 — 1974) | 26 710 | 1040 | 25,7        | 9508        | —                | 7694          | 1980      |              | [ 30 ] [ 31 ]   |
| 12    | Домінік Вілкінс*     |                                     | ЛФ     | 1960           | Атланта Хокс (1982 — 1994) Лос-Анджелес Кліпперс (1994) Бостон Селтікс (1994 — 1995) Сан-Антоніо Сперс (1996 — 1997) Орландо Меджік (1999)                                                                              | 26 668 | 1074 | 24,8        | 9963        | 711              | 6031          | 2006      |              | [ 32 ] [ 33 ]   |
| 13    | Джон Хавлічек*       |                                     | ЛФ/ АЗ | 1940           | Бостон Селтікс (1962 — 1978) | 26 395 | 1270 | 20,8        | 10 513      | —                | 5369          | 1984      |              | [ 34 ] [ 35 ]   |
| 14    | Кевін Гарнетт^       |                                     | ТФ/ Ц  | 1976           | Міннесота Тімбервулвз (1995 — 2007) Бостон Селтікс (2007 — 2013) Бруклін Нетс (2013 —) | 25 626 | 1377 | 18,6        | 10 308      | 173              | 4837          | —         |              | [ 36 ] [ 37 ]   |
| 15    | Алекс Інгліш*        |                                     | ЛФ     | 1954           | Мілвокі Бакс (1976 — 1978) Індіана Пейсерз (1978 — 1980) Денвер Наггетс (1980 — 1990) Даллас Маверікс (1990 — 1991) | 25 613 | 1193 | 21,5        | 10 659      | 18               | 4277          | 1997      |              | [ 38 ] [ 39 ]   |
| 16    | Реджі Міллер*        |                                     | АЗ     | 1965           | Індіана Пейсерс (1987 — 2005) | 25 279 | 1389 | 18,2        | 8241        | 2560             | 6237          | 2012      |              | [ 40 ] [ 41 ]   |
| 17    | Джеррі Вест*         |                                     | РЗ/ АЗ | 1938           | Лос-Анджелес Лейкерс (1960 — 1974) | 25 192 | 932  | 27,0        | 9016        | —                | 7160          | 1980      |              | [ 42 ] [ 43 ]   |
| 18    | Пол Пірс^            |                                     | ЛФ/ АЗ | 1977           | Бостон Селтікс (1999 — 2013) Бруклін Нетс (2013 — 2014) Вашингтон Візардс (2014 —) | 25 031 | 1177 | 21,3        | 8203        | 1935             | 6690          | —         |              | [ 44 ] [ 45 ]   |
| 19    | Тім Данкан^          |                                     | ТФ/ Ц  | 1976           | Сан-Антоніо Сперс (1997 —) | 24 918 | 1255 | 19,9        | 9656        | 28               | 5578          | —         |              | [ 46 ] [ 47 ]   |
| 20    | Патрік Юїнг*         |                                     | Ц      | 1962           | Нью-Йорк Нікс (1985 — 2000) Сієтл Суперсонікс (2000 — 2001) Орландо Меджік (2001 — 2002) | 24 815 | 1183 | 21,0        | 9702        | 19               | 5392          | 2008      |              | [ 48 ] [ 49 ]   |
| 21    | Рей Аллен^           |                                     | АЗ     | 1975           | Мілвокі Бакс (1996 — 2003) Сієтл Суперсонікс (2003 — 2007) Бостон Селтікс (2007 — 2012) Маямі Гіт (2012 — 2014) | 24 505 | 1300 | 18,9        | 8567        | 2973             | 4398          | —         |              | [ 50 ] [ 51 ]   |
| 22    | Аллен Айверсон       |                                     | РЗ/ АЗ | 1975           | Філадельфія-76 (1996 — 2006, 2009 — 2010) Денвер Наггетс (2006 — 2008) Детройт Пістонс (2008 — 2009) Мемфіс Гріззліс (2009)                                                                                             | 24 368 | 914  | 26,7        | 8467        | 1059             | 6375          | —         |              | [ 52 ] [ 53 ]   |
| 23    | Чарльз Барклі*       |                                     | ТФ     | 1963           | Філадельфія-76 (1984 — 1992) Фінікс Санз (1992 — 1996) Г'юстон Рокетс (1996 — 2000) | 23 757 | 1073 | 22,1        | 8435        | 538              | 6349          | 2006      |              | [ 54 ] [ 55 ]   |
| 24    | Роберт Періш*        |                                     | Ц      | 1953           | Голден Стейт Ворріорс (1976 — 1980) Бостон Селтікс (1980 — 1994) Шарлотт Хорнетс (1994 — 1996) Чикаго Буллз (1996 — 1997)                                                                                               | 23 334 | 1611 | 14,5        | 9614        | 0                | 4106          | 2003      |              | [ 56 ] [ 57 ]   |
| 25    | Вінс Картер^         |                                     | АЗ/ ЛФ | 1977           | Торонто Репторс (1999 — 2004) Нью-Джерсі Нетс (2004 — 2009) Орландо Меджік (2009 — 2010) Фінікс Санз (2010 — 2011) Даллас Маверікс (2011 — 2014) Мемфіс Гріззліс (2014 —)                                               | 23 190 | 1148 | 20,2        | 8415        | 1809             | 4551          | —         |              | [ 58 ] [ 59 ]   |
| 26    | Едріан Дентлі*       | Файл:Adrian Dantley-Braves (1).jpeg | ЛФ     | 1956           | Баффало Брейвз (1976 — 1977) Індіана Пейсерс (1977) Лос-Анджелес Лейкерс (1977 — 1979) Юта Джаз (1979 — 1986) Детройт Пістонс (1986 — 1989) Даллас Маверікс (1989 — 1990) Мілвокі Бакс (1991)                           | 23 177 | 955  | 24,3        | 8169        | 7                | 6832          | 2008      |              | [ 60 ] [ 61 ]   |
| 27    | Леброн Джеймс^       |                                     | ЛФ/ ТФ | 1984           | Клівленд Кавальєрс (2003 — 2010, 2014 —) Маямі Гіт (2010 — 2014) | 23 170 | 842  | 27,5        | 8326        | 1136             | 5382          | —         |              | [ 3 ] [ 62 ]    |
| 28    | Елджін Бейлор*       |                                     | ЛФ     | 1934           | Міннеаполіс/Лос-Анджелес Лейкерс (1958 — 1971) | 23 149 | 846  | 27,4        | 8693        | —                | 5763          | 1977      |              | [ 63 ] [ 64 ]   |
| 29    | Клайд Дрекслер*      |                                     | АЗ/ ЛФ | 1962           | Портленд Трейл Блейзерс (1983 — 1995) Г'юстон Рокетс (1995 — 1998) | 22 195 | 1086 | 20,4        | 8335        | 827              | 4698          | 2004      |              | [ 65 ] [ 66 ]   |
| 30    | Гері Пейтон*         |                                     | РЗ     | 1968           | Сієтл Суперсонікс (1990 — 2003) Мілвокі Бакс (2003) Лос-Анджелес Лейкерс (2003 — 2004) Бостон Селтікс (2004 — 2005) Маямі Гіт (2005 — 2007)                                                                             | 21 813 | 1335 | 16,3        | 8708        | 1132             | 3265          | 2013      |              | [ 67 ] [ 68 ]   |
| 31    | Ларрі Берд*          |                                     | ЛФ/ ТФ | 1956           | Бостон Селтікс (1979 — 1992) | 21 791 | 897  | 24,3        | 8591        | 649              | 3960          | 1998      |              | [ 69 ] [ 70 ]   |
| 32    | Хел Грір*            |                                     | АЗ/ РЗ | 1936           | Сірак'юс Нешнлз/Філадельфія-76 (1958 — 1973) | 21 586 | 1122 | 19,2        | 8504        | —                | 4578          | 1982      |              | [ 71 ] [ 72 ]   |
| 33    | Волт Белламі*        |                                     | Ц      | 1939 — 2013    | Чикаго Пекерс/Чикаго Зефірс/ Балтімор Буллетс (1961 — 1965) Нью-Йорк Нікс (1965 — 1968) Детройт Пістонс (1968 — 1970) Атланта Хокс (1970 — 1974) Нью-Орлеан Джаз (1974)                                                 | 20 941 | 1043 | 20,1        | 7914        | —                | 5113          | 1993      |              | [ 73 ] [ 74 ]   |
| 34    | Боб Петтит*          |                                     | ТФ/ Ц  | 1932           | Мілвокі/Сент-Луїс Гокс (1954 — 1965) | 20 880 | 792  | 26,4        | 7349        | —                | 6182          | 1971      |              | [ 75 ] [ 76 ]   |
| 35    | Девід Робінсон*      |                                     | Ц      | 1965           | Сан-Антоніо Сперс (1989 — 2003) | 20 790 | 987  | 21,1        | 7365        | 25               | 6035          | 2009      |              | [ 77 ] [ 78 ]   |
| 36    | Джордж Гервін*       |                                     | АЗ/ ЛФ | 1952           | Сан-Антоніо Сперс (1976 — 1985) Чикаго Буллз (1985 — 1986) | 20 708 | 791  | 26,2        | 8045        | 77               | 4541          | 1996      |              | [ 79 ] [ 80 ]   |
| 37    | Мітч Річмонд*        |                                     | АЗ     | 1965           | Голден Стейт Ворріорс (1988 — 1991) Сакраменто Кінгз (1991 — 1998) Вашингтон Візардс (1999 — 2001) Лос-Анджелес Лейкерс (2001 — 2002)                                                                                   | 20 497 | 976  | 21,0        | 7305        | 1326             | 4561          | 2014      |              | [ 81 ] [ 82 ]   |
| 38    | Том Чамберс          |                                     | ТФ     | 1959           | Сан-Дієго Кліпперс (1981 — 1983) Сієтл Суперсоникс (1983 — 1988) Фінікс Санз (1988 — 1993) Юта Джаз (1993 — 1995) Шарлотт Хорнетс (1997) Філадельфія-76 (1997)                                                          | 20 049 | 1107 | 18,1        | 7378        | 227              | 5066          | —         |              | [ 83 ] [ 84 ]   |
| 39    | Антуан Джеймісон     |                                     | ТФ/ ЛФ | 1976           | Голден Стейт Ворріорс (1999 — 2003) Даллас Маверікс (2003 — 2004) Вашингтон Візардс (2004 — 2010) Клівленд Кавальєрс (2010 — 2012) Лос-Анджелес Лейкерс (2012 — 2013) Лос-Анджелес Кліпперс (2013 — 2014)               | 20 042 | 1083 | 18,5        | 7679        | 1163             | 3521          | —         |              | [ 85 ] [ 86 ]   |
| 40    | Кармело Ентоні^      |                                     | ЛФ/ ТФ | 1984           | Денвер Наггетс (2003 — 2011) Нью-Йорк Нікс (2011 —) | 19 958 | 790  | 25,3        | 7089        | 855              | 4925          | —         |              | [ 87 ] [ 88 ]   |
| 41    | Джон Стоктон*        |                                     | РЗ     | 1962           | Юта Джаз (1984 — 2003) | 19 711 | 1504 | 13,1        | 7039        | 845              | 4788          | 2009      |              | [ 89 ] [ 90 ]   |
| 42    | Бернард Кінг*        |                                     | ЛФ     | 1956           | Нью-Джерсі Нетс (1977 — 1979, 1993) Юта Джаз (1979) Голден Стейт Ворріорс (1980 — 1982) Нью-Йорк Нікс (1982 — 1987) Вашингтон Буллетс (1987 — 1991)                                                                     | 19 655 | 874  | 22,5        | 7830        | 23               | 3972          | 2013      |              | [ 91 ] [ 92 ]   |
| 43    | Кліффорд Робінсон    |                                     | ТФ/ ЛФ | 1966           | Портленд Трейл Блейзерс (1989 — 1997) Фінікс Санз (1997 — 2001) Детройт Пістонс (2001 — 2003) Голден Стейт Ворріорс (2003 — 2005) Нью-Джерсі Нетс (2005 — 2007)                                                         | 19 591 | 1380 | 14,2        | 7389        | 1253             | 3560          | —         |              | [ 93 ] [ 94 ]   |
| 44    | Волтер Девіс         |                                     | АЗ/ ЛФ | 1954           | Фінікс Санз (1977 — 1988) Денвер Наггетс (1988 — 1991, 1991 — 1992) Портленд Трейл Блейзерс (1991) | 19 521 | 1033 | 18,9        | 8118        | 157              | 3128          | —         |              | [ 95 ] [ 96 ]   |
| 45    | Террі Каммінгс       |                                     | ТФ     | 1961           | Сан-Дієго Кліпперс (1982 — 1984) Мілвокі Бакс (1984 — 1989, 1995 — 1996) Сан-Антоніо Сперс (1989 — 1995) Сієтл Суперсонікс (1997) Філадельфія-76 (1997 — 1998) Нью-Йорк Нікс (1998) Голден Стейт Ворріорс (1999 — 2000) | 19 460 | 1183 | 16,4        | 8045        | 44               | 3326          | —         |              | [ 97 ] [ 98 ]   |
| 46    | Боб Ленье*           |                                     | Ц      | 1948           | Детройт Пістонс (1970 — 1979) Мілвокі Бакс (1980 — 1984) | 19 248 | 959  | 20,1        | 7761        | 2                | 3724          | 1992      |              | [ 99 ] [ 100 ]  |
| 47    | Едді Джонсон         |                                     | ЛФ/ АЗ | 1959           | Канзас-Сіті/Сакраменто Кінгз (1981 — 1987) Фінікс Санз (1987 — 1990) Сієтл Суперсонікс (1990 — 1993) Шарлотт Хорнетс (1993 — 1994) Індіана Пейсерс (1995 — 1997) Г'юстон Рокетс (1997 — 1999)                           | 19 202 | 1199 | 16,0        | 7727        | 562              | 3186          | —         |              | [ 101 ] [ 102 ] |
| 48    | Гейл Гудрич*         |                                     | АЗ/ РЗ | 1943           | Лос-Анджелес Лейкерс (1965 — 1968, 1970 — 1976) Фінікс Санз (1968 — 1970) Нью-Орлеан Джаз (1976 — 1979) | 19 181 | 1031 | 18,6        | 7431        | —                | 4319          | 1996      |              | [ 103 ] [ 104 ] |
| 49    | Реджі Теус           |                                     | АЗ/ РЗ | 1957           | Чикаго Буллз (1978 — 1984) Канзас-Сіті/Сакраменто Кінгз (1984 — 1988) Атланта Хокс (1988 — 1989) Орландо Меджік (1989 — 1990) Нью-Джерсі Нетс (1990 — 1991)                                                             | 19 015 | 1026 | 18,5        | 7057        | 238              | 4663          | —         |              | [ 105 ] [ 106 ] |
| 50    | Дейл Елліс           |                                     | ЛФ/ АЗ | 1960           | Даллас Маверікс (1983 — 1986) Сієтл Суперсонікс (1986 — 1991, 1997 — 1999) Мілвокі Бакс (1991 — 1992, 1999 — 2000) Сан-Антоніо Сперс (1992 — 1994) Денвер Наггетс (1994 — 1997) Шарлотт Хорнетс (2000)                  | 19 004 | 1209 | 15,7        | 7323        | 1719             | 2639          | —         |              | [ 107 ] [ 108 ] |